# Omroep RKK
De zendtijd van Omroep RKK (Omroep Rooms-Katholiek Kerkgenootschap) maakte deel uit van de regeling voor programma's op de Nederlandse radio en televisie die sinds 1956 in het Nederlands publiek omroepbestel toegekend waren aan de kerkgenootschappen en geestelijke stromingen.
De RKK was een zogeheten 2.42-omroep (gebaseerd op artikel 2.42 van de Mediawet 2008) en kende geen leden. De uitzendingen werden op verzoek van de Nederlandse Bisschoppenconferentie verzorgd door de KRO, waarmee sinds 1993 een convenant gesloten was. In 2012 werd de samenwerking verlengd tot 2016. De RKK is met het ingaan van de nieuwe medialicentie in 2016 opgegaan in KRO-NCRV. De omroep zond onder meer eucharistievieringen uit, het programma Kruispunt, Allemachtig 80!, speciale programma's rond Kerstmis en Pasen (zie ook The Passion) en de pauselijke zegen Urbi et orbi. Ook verzorgde de omroep in april 2005 speciale uitzendingen rond het overlijden van Paus Johannes Paulus II en in 2013 rond het aftreden van Paus Benedictus XVI. Ook verzorgde de omroep rond de conclaven van deze jaren elke dag een Pausjournaal waarin de stand van zaken tijdens het conclaaf werd besproken en was te zien of er witte rook was of niet. Deze uitzendingen worden in 2025 verzorgd door KRO-NCRV.